# Vondellaan 53 (Baarn)
Het landhuis Vondellaan 53 is een gemeentelijk monument aan de Vondellaan in de wijk Pekingtuin van Baarn in de provincie Utrecht.
Het huis werd in 1931 gebouwd door architect Wolter Bakker voor M.G.A. Lijssen. In de voorgevel zit links een rondbogig inpandig portiek. De geveltop is met hout betimmerd.